# 小鴨之基
小鴨 之基（おがも ゆきもと）は、室町時代の武将。官位は安芸守。備前国守護代を務めた。

## 略歴
小鴨氏は伯耆国の国人。
之基は室町時代、伯耆守護であった山名氏の被官として活躍、文献にその名が残っている。之基は嘉吉元年（1441年）、赤松満祐が起こした嘉吉の乱に伯耆守護・山名教之ら率いる因幡国・伯耆の兵3000余騎の満祐追討軍に参加、満祐を討ち取るという武功を挙げた。
この功績によって山名教之には「御太刀、御腹巻、白金物、御馬糟毛」が之基には「御太刀長光、御腰物藤四郎」が恩賞として授けられた。乱後の論功行賞で教之は備前を与えられ、備前守護代には之基が任じられた。之基が守護代であったことを示す文書として長禄2年（1458年）5月13日付の教之が小鴨安芸守に対して備前国軽部庄下村を大聖寺に渡付することを命じた京都大聖寺文書や相国寺鹿苑院の「陰涼軒日録」などが挙げられる。
応仁の乱が始まると山名教之は「分国ノ士卒」（小鴨、南条、村上、進氏等の被官諸氏）を率いて上洛、応仁元年（1467年）6月の早い時期には援軍として到着、戦闘に参加している。なお、之基は文武両方に秀でていた武将といわれ中原康富の『康富記』によれば在京中、伯耆諸氏は小鴨安芸守の宿所にて行った中原康富の漢籍の講義に参加、文化交流をしていたと記されている。『応仁記』などによれば之基は応仁2年（1468年）9月7日、船岡山合戦において奮戦むなしく討死した。